# Nürnberger Platz (Dresden)

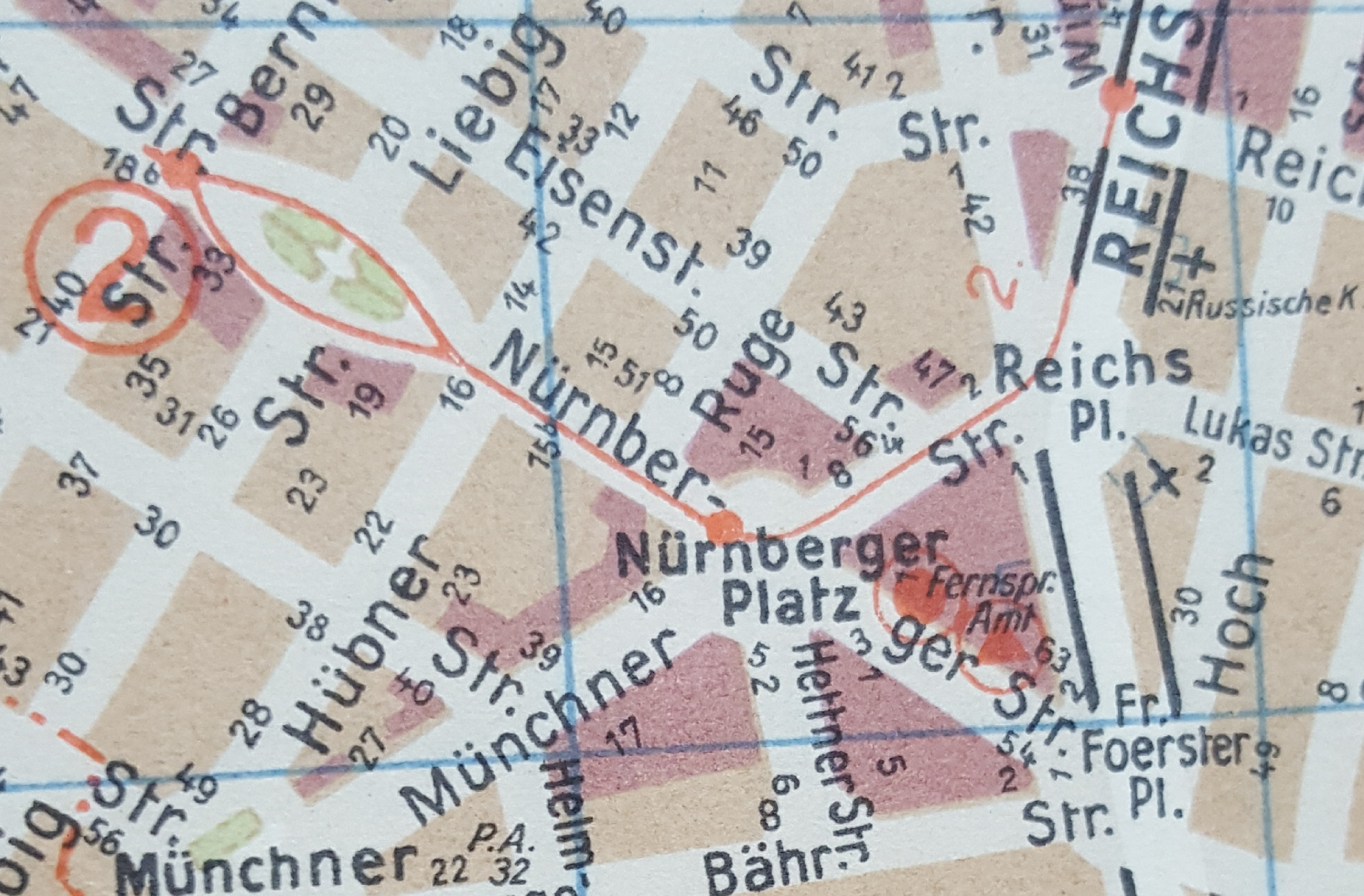
Nürnberger Platz, Stadtplan Dresden von 1948

Der Nürnberger Platz in Dresden befindet sich in der Südvorstadt und ist ein Kreuzungspunkt der Münchner Straße und der Nürnberger Straße. Letztere ist als Teil des Äußeren Stadtrings eine wichtige Querverbindung im Süden der Stadt. Sie verläuft zwischen den westlichen und östlichen Teilen von Dresden oberhalb des Hauptbahnhofes. Die aus der Stadt führende Münchner Straße vom Fritz-Löffler-Platz kommend, vorher Reichsplatz, danach Juri-Gagarin-Platz, kreuzt hier die Nürnberger Straße. Die ursprüngliche kreisförmige Fassung des Platzes der Bebauung vor dem Ersten Weltkrieg ist durch die Zerstörung 1945 und die anschließende Enttrümmerung heute nur noch anhand der Straßenkanten nachvollziehbar.

## Lage und Bebauung
Der Nürnberger Platz oberhalb des Schweizer Viertels in Dresden ist ein zentraler Platz der Südvorstadt. Er ist der wichtige Kreuzungspunkt der Münchner Straße und der Nürnberger Straße. Einzige weitere abgehende Straße ist die Hettnerstraße in Richtung Technische Universität. In den Jahren 1904 bis 1910 entstanden um den kreisförmigen Platz in einer regen Bebauung Gebäudegruppen mit reichverzierten Sandsteinfassaden mit Elementen des Jugendstils. Die vier- bis fünfgeschossigen Häuser bildeten in ihrer Einheit ein geschlossenes Ensemble. In den Erdgeschossen waren Geschäfte, einzelne Agenturen und Lokalitäten eingerichtet. Neben Studenten und Angehörigen der Technischen Universität wohnten vornehmlich Beamte, Anwälte, Gewerbetreibende und Künstler mit eigenen Ateliers an diesem Platz.

## Geschichte

### Vor 1945

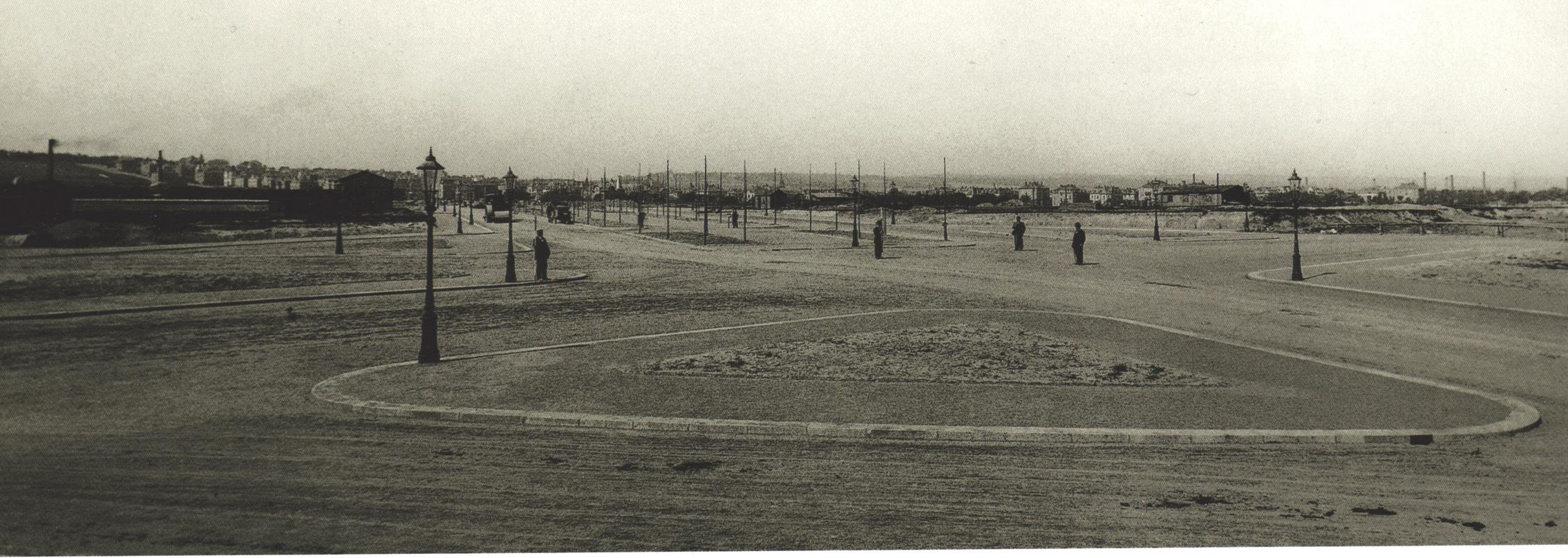
Nürnberger Platz gen Südwesten (ca. 1900)

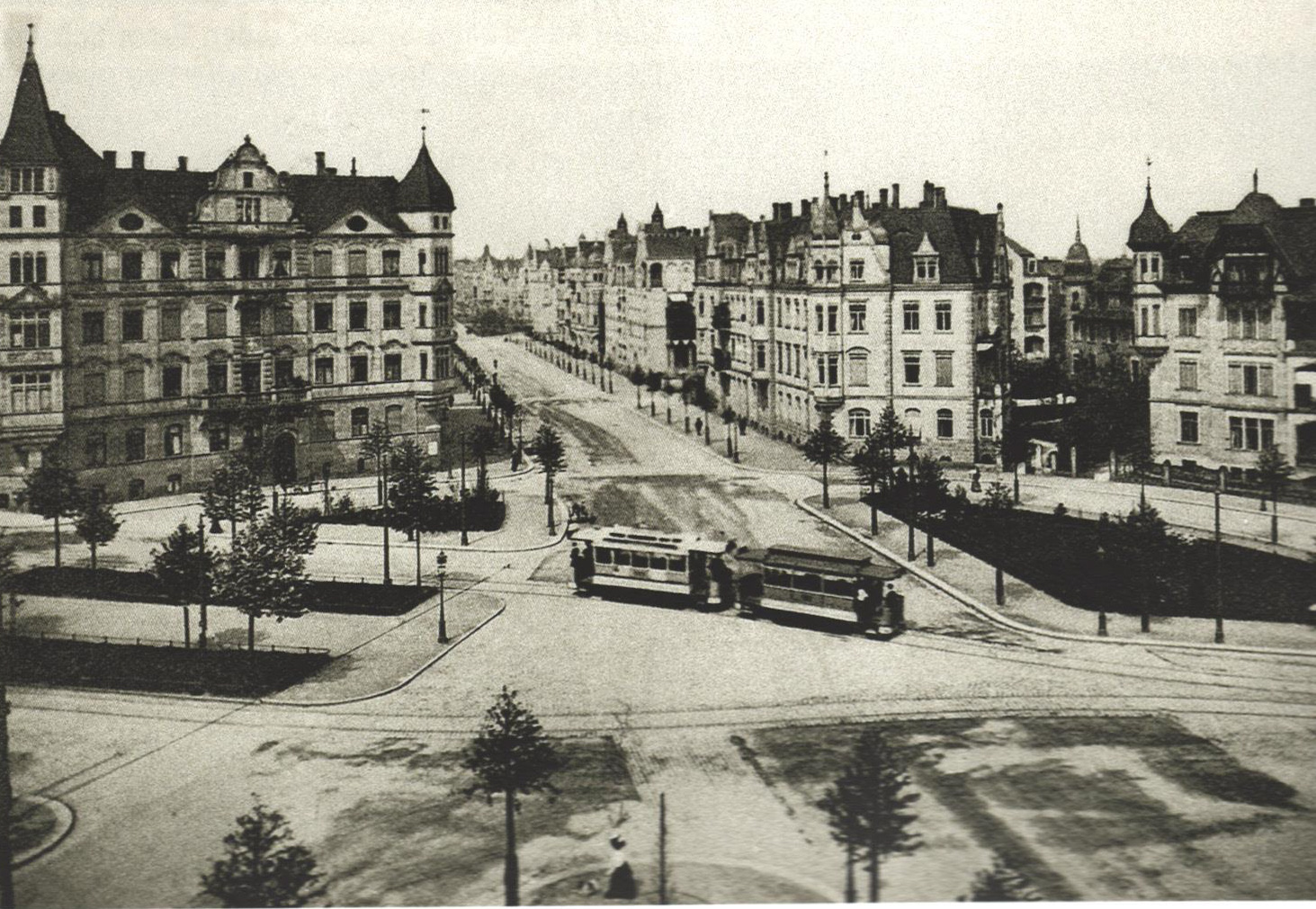
Nürnberger Platz gen Westen (ca. 1912)

Im Bereich des heutigen Nürnberger Platzes, etwa in dem Dreieck, das heute von Nürnberger, Münchner und Bergstraße gebildet wird, befand sich das Vorwerk Auswick. Um 1350 erstmals genannt, kaufte im Jahr 1455 der Rat zu Dresden das Vorwerk, ließ es abtragen und die Felder an Dresdner Einwohner verteilen. Grabungen beim ehemaligen Dorf Boskau, in der Nähe der heutigen Lukaskirche, belegen in diesem Gebiet eine Besiedlung bereits vor tausend Jahren durch die Slawen. Weiter westlich am Vorwerk Auswick, etwa im Bereich des späteren Postamtes 32, in den hügeligen Ländereien der späteren Kartoffel- und Kornfelder und Wiesen befanden sich auch Gärten als Teil der späteren Dresdner Südvorstadt.
Als eine wichtige Verbindung ins Erzgebirge gilt die heutige Bergstraße. Am Fritz-Löffler-Platz abzweigend verläuft die Münchner Straße als Verbindung zu den höher gelegenen südlichen Bebauungen und Gutshöfen der Stadt. Der Nürnberger Platz entstand um 1899 oberhalb des Schweizer Viertels in Dresden als zentraler Platz des Bayerischen Viertels. Als Reverenz benannte man auch die anderen Straßen im Wohngebiet oberhalb der Eisenstuckstraße mit bayrischen Städtenamen. Zur Hervorhebung des neuen Stadtviertels entstand so in dem Ortsgesetz der Bebauungsplanungen Altstadt-Südwest des Rates der Stadt Dresden am 13. April 1899 der Nürnberger Platz. Der Bebauungsplan wurde vom Dresdner Oberbürgermeister Otto Beutler genehmigt und erschien am 10. Juni 1899 im Dresdner Anzeiger.
Ab 1904 begann die eigentliche Bebauung, vornehmlich durch die Dresdner Baugesellschaft. Diese hatte große Teile bereits im Vorfeld erworben und handelte auch mit Baugrundstücken. Jedoch gab es auch Widerstand gegen die Baumaßnahmen, die vornehmlich von den Bewohnern des nördlich gelegenen Schweizer Viertels ausgingen. Diese fürchteten den Verlust der guten Luft und den Wertverlust ihrer Grundstücke. Ursprünglich war auch eine evangelisch-lutherische Kirche am Nürnberger Platz geplant, später sollte diese am Nürnberger Ei gebaut werden und ist schließlich durch einen Spender als Zionskirche an der Nürnberger Straße, Ecke Hohe Straße, um 1912 entstanden.

### Nach 1945

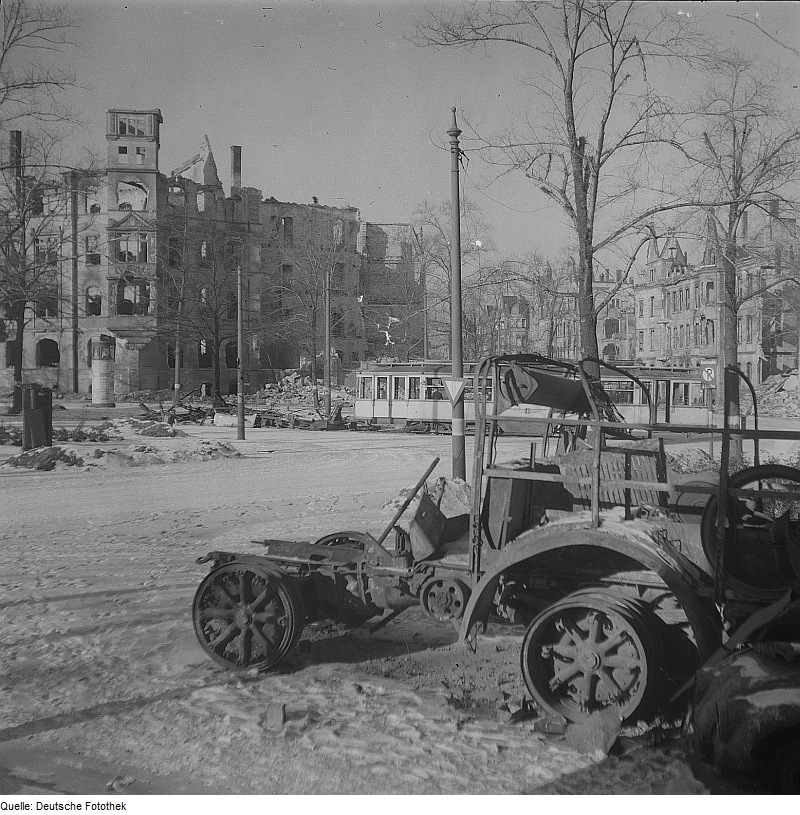
Blick von der Hettnerstraße zum Nürnberger Platz (ca. September 1945)

Zwischen dem 13. und 15. Februar 1945 fanden die wesentlichen Luftangriffe auf Dresden ihren Höhepunkt, zerstörten die Bebauung der Südvorstadt zu 80 % und forderten in diesem Gebiet über 6.000 Todesopfer. Die gesamte Bebauung am Nürnberger Platz wurde innerhalb von 22:13 bis 22:28 zerstört.
Ab Ende der 1940er Jahre befuhr die Dresdner Trümmerbahn aus der Innenstadt kommend die Südvorstadt in diesem Bereich. Die direkte Enttrümmerung der Südvorstadt begann erst Ende 1951 und war im August 1952 im Wesentlichen abgeschlossen. Die Trümmerbahn 4 verkehrte auf der Kaitzer Straße, Bamberger Straße über den Münchner Platz zur Lehmgrube Nöthnitzer Straße. Diese hatte ein Fassungsvermögen für 1,2 Millionen Kubikmeter Trümmerschutt.
Der eigentliche Nürnberger Platz blieb zunächst unbebaut. In der angrenzenden Rugestraße, der früheren Bendemannstraße, wurde eine Universitätsbuchhandlung, heute Thalia-Buchhandlung Technische Universität neu errichtet. Östlich davon entstand in den 1960er Jahren ein in monolithischer Ziegelbauweise errichtetes achtstöckiges Wohngebäude mit der Helmholtz-Apotheke im Erdgeschoss, eines von vier Gebäuden dieses Typs, die in Dresden errichtet wurden. Südöstlich entstand in den 1950er Jahren der heutige Potthoff-Bau der Technischen Universität Dresden, nordöstlich verblieb es bis weit in die 2000er Jahre bei mehreren Barackenbauten, die als „Provisorien“ für die Technische Universität errichtet wurden und von dieser bis in die 2000er Jahre genutzt wurden. Ansonsten bot der Nürnberger Platz nach dessen Enttrümmerung lediglich Grün- und Brachflächen.

### Nach 2016
Die Stadt Dresden plant für den Nürnberger Platz eine neue städtebauliche Fassung: Das runde Areal soll mit achtgeschossigen Bauten gerahmt ein urbaner Platz mit Stadttor-Charakter werden, so der Bebauungsplan Nr. 3014 Dresden-Altstadt II Nr. 28, Quartiere am Nürnberger Platz, vom 18. Mai 2016. Das erste Gebäude in der südwestlichen Platzbegrenzung ist 2019 fertig gestellt worden, es handelt sich um ein Hochhaus, aufgreifend die städtebauliche Dominante an der Südwestecke des Platzes von vor 1945 und beinhaltet ein Studentenwohnheim mit 312 Betten in 289 Wohnungen. Das Erdgeschoss bietet Raum für Cafés und Einkaufsgeschäfte.

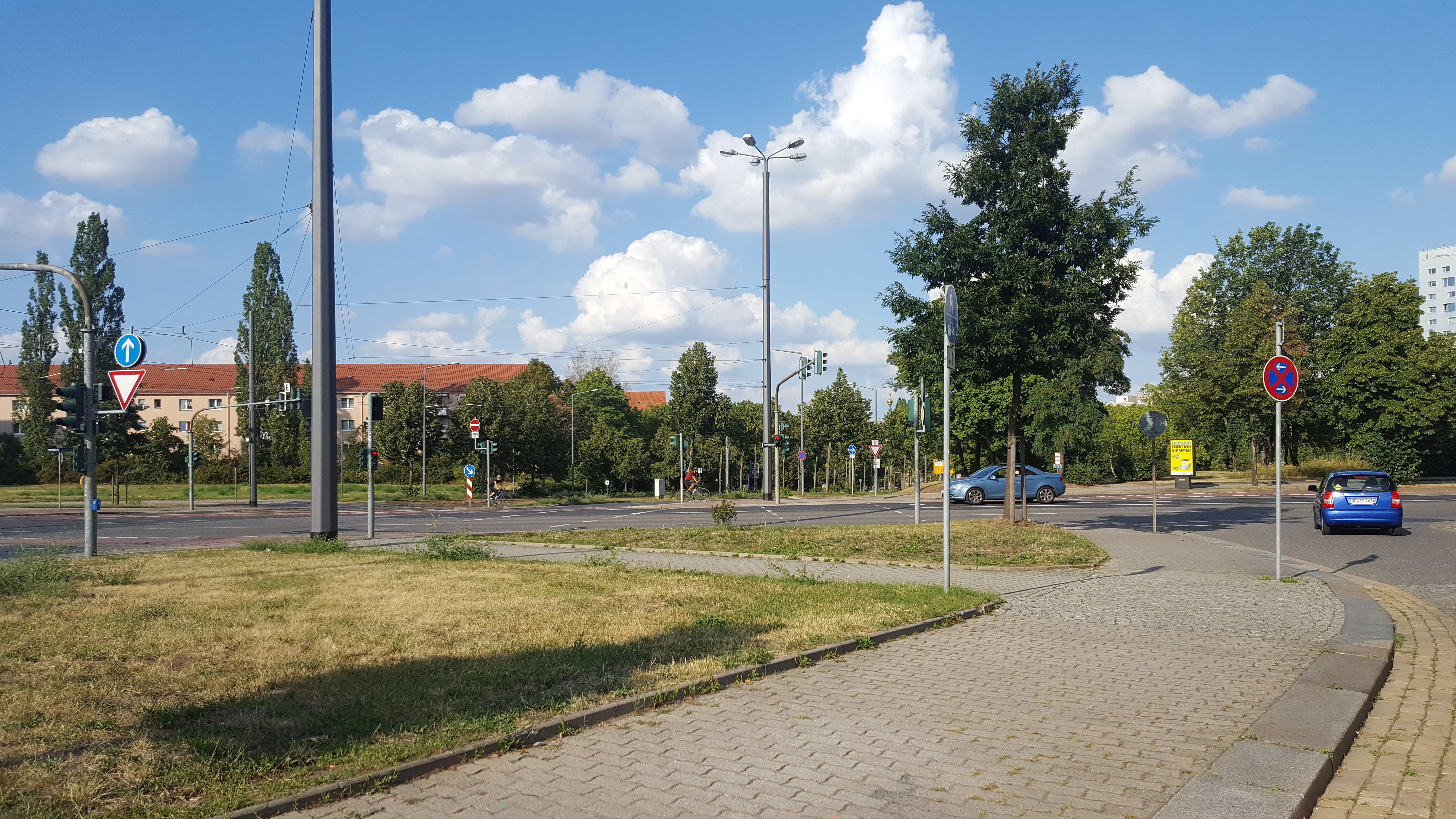
Nürnberger Platz von der Münchner Straße betrachtet
Nürnberger Platz von der Nürnberger Straße betrachtet
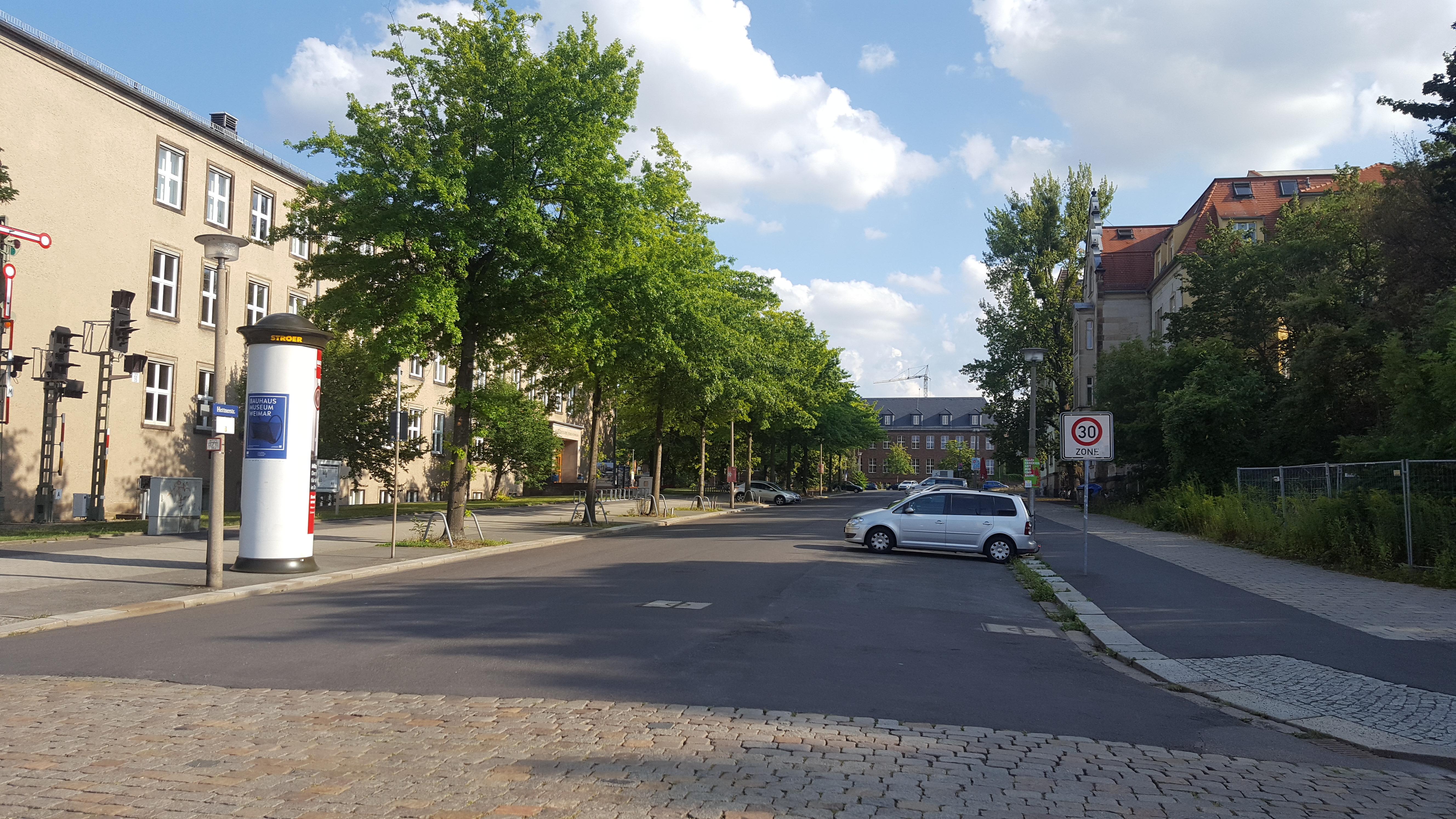
Nürnberger Platz Blick in die Hettnerstraße
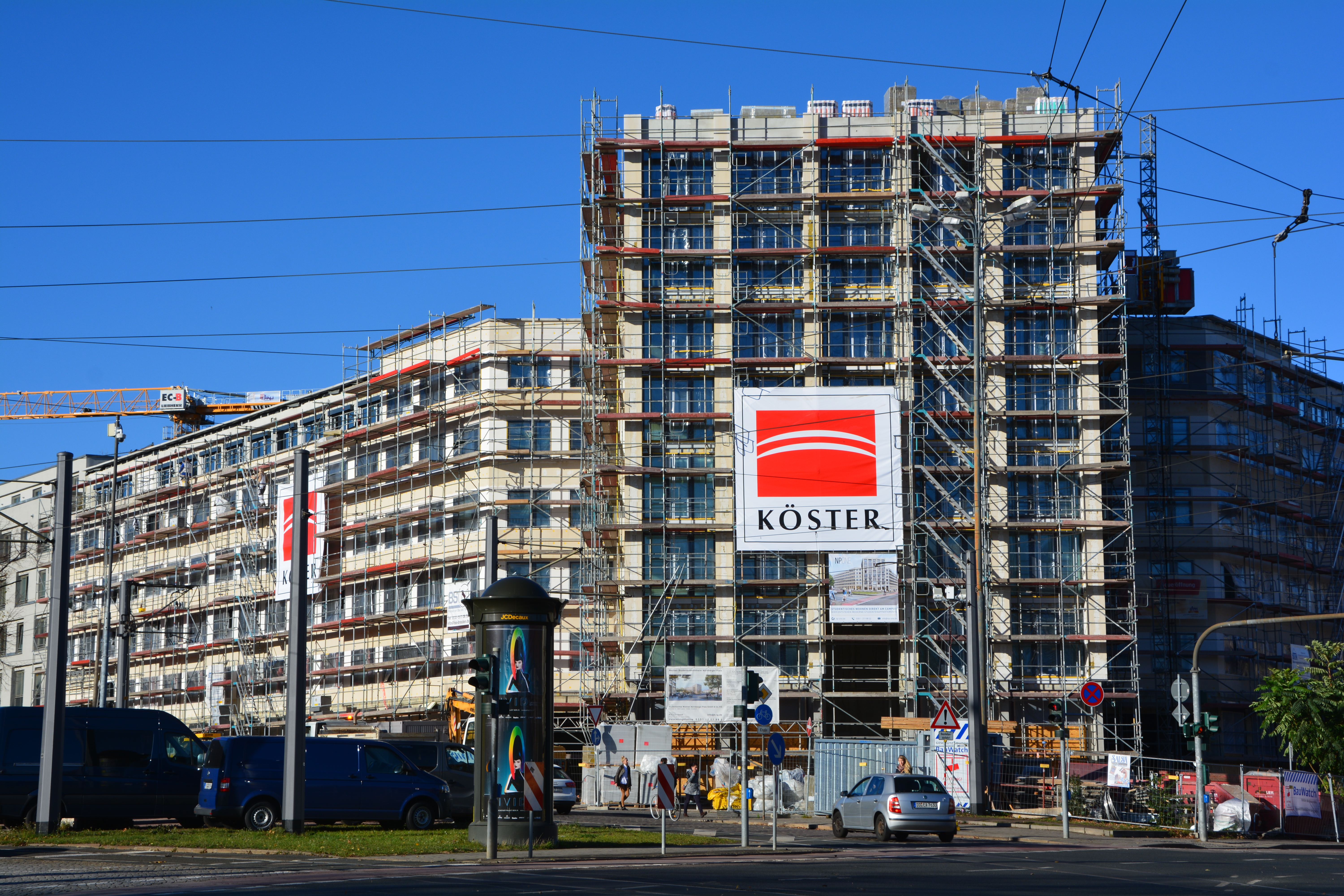
Blick in die Münchner Straße, Studentenwohnheim

## Knotenpunkt für den Öffentlichen Nahverkehr
Der Nürnberger Platz ist auch im öffentlichen Nahverkehr ein wichtiger Umsteigepunkt. Am 22. Oktober 1900 eröffnete die Dresdner Straßenbahngesellschaft ("Gelbe") die erste Straßenbahnlinie, die über den Nürnberger Platz führte. Sie führte elektrisch betrieben vom Reichsplatz ausgehend die gesamte Münchner Straße entlang bis zur Nöthnitzer Straße in Plauen. Am 1. Oktober 1913 wurde die Stichstrecke vom Nürnberger Platz bis zum Nürnberger Ei eröffnet.
Die schweren Zerstörungen 1945 führten dazu, dass erst am 12. Dezember 1946 der Straßenbahnverkehr über den Platz wieder möglich war. Im Laufe der Jahrzehnte bedienten seit 1909, dem Jahr der Einführung der Liniennummern, (irgendwann) die Linien 1, 2, 3, 4, 5, 6, 8, 10, 11, 15, 16 den Nürnberger Platz im regulären Betrieb, zusätzlich die Einsatz- bzw. Berufsverkehrslinien S 15, 55, 56, E und E3.
Städtischer Busverkehr bestand ab dem 9. August 1925 am Nürnberger Platz: Die spätere Linie A verkehrte vom Neustädter Bahnhof kommend über Hauptbahnhof – Münchner Straße – Nürnberger Straße nach Löbtau und wurde später durch die Linien J und F ergänzt, so dass mit Einsatzwagen vor dem Zweiten Weltkrieg eine 4-Minuten-Wagenfolge in der Hauptverkehrszeit auf dieser Busstrecke (und damit am Nürnberger Platz) bestand. Am 4. Dezember 1941 endete der Busverkehr.
Im Zuge der Nürnberger Straße wurde auch die erste und einzige O-Bus-Linie Dresdens betrieben, die ab dem 2. Januar 1958 auch den Nürnberger Platz bediente und dort bis 15. Juli 1974 präsent war. Die 1964 dem O-Bus zugewiesene Liniennummer 61 trägt auch heute noch die Buslinie, die heute dessen Streckenführung bedient.
Die Haltestellen der DVB werden auch durch die Buslinie 333 vom Regionalverkehr Sächsische Schweiz-Osterzgebirge (RVSOE) bedient.
Die heutigen Linien (Stand: Frühjahr 2025) sind:
| Nr. | Endpunkt | Verkehrsmittel | Streckenverlauf                                                                                             | Endpunkt    | Länge   | Fahrzeit |
| --- | -------- | -------------- | --- | ----------- | ------- | -------- |
| 3   | Coschütz | Straßenbahn    | Plauen – Nürnberger Platz – Hauptbahnhof – Postplatz – Albertplatz – Bahnhof Neustadt                       | Wilder Mann | 12,8 km | 42 Min   |
| 8   | Hellerau | Straßenbahn    | Albertplatz – Bautzner/Rothenburger Str. – Straßburger Platz – Lennéplatz – Hauptbahnhof – Nürnberger Platz | Südvorstadt | 14,0 km | 41 Min   |
| 61  | Weißig   | Stadtbus       | Bühlau – Loschwitz – Schillerplatz – Zwinglistraße – Strehlen – Nürnberger Platz                            | Löbtau      | 20,2 km | 63 Min   |
| 333 | Dresden  | Regionalbus    | Nürnberger Platz – Kesselsdorf – Wilsdruff – Mohorn – Nürnberger Platz                                      | Hetzdorf    |         |          |

Weitreichende verkehrliche Pläne für den öffentlichen Nahverkehr liegen vor und sollen nach 2020 realisiert werden: Von der Zentralhaltestelle Kesselsdorfer Straße der Straßenbahn am Drei-Kaiser-Hof in Löbtau ist eine Weiterführung der Straßenbahntrasse über die Nossener Brücke bis zum Nürnberger Platz mit Anbindung Richtung Hauptbahnhof vorgesehen, eine weitere Baustufe soll von hier über den Zelleschen Weg zum S-Bahnhof Dresden Strehlen führen.